# Каретник, Сергей Владимирович
Сергей Владимирович Каретник (укр. Сергій Володимирович Каретник; род. 14 февраля 1995, Лубны, Полтавская область) — украинский футболист, полузащитник клуба «Олимпия» (Савинцы)

## Карьера
Первый матч в профессиональном футболе провёл 31 октября 2013 года в составе краснодарской «Кубани». Это был матч 1/16 финала Кубка России 2013/14 против рязанской «Звезды».
Весной 2014 года на правах аренды выступал в донецком «Металлурге», где сыграл в одном матче.
24 апреля 2015 года дебютировал в основе «Кубани» в РФПЛ в матче 25-го тура против «Уфы» (3:2). 2 июля 2016 года подписал контракт с махачкалинским «Анжи». В июле 2017 года подписал контракт с «Томью». Дебютировал в составе томского клуба 8 июля 2017 года в матче против «Кубани», однако менее чем через три недели был отзаявлен. За это время успел сыграть за «Томь» в трёх матчах. В июле 2017 года контракт был расторгнут и Каретник перешёл в нижегородский «Олимпиец».
13 февраля 2019 года подписал контракт с литовским клубом «Паланга». 1 августа перешёл в «Арарат» Ереван, за который провёл один матч — на следующий день в домашней игре против «Еревана» вышел на 86-й минуте. 17 февраля 2020 подписал контракт с «Енисеем».

## Достижения
«Кубань»
- Финалист кубка России: 2014/15